# 魁北克法令
1774年魁北克法令（英语：Quebec Act，法语：Acte de Québec）是英国国会为了治理魁北克省殖民地而颁布的法令。该条约很大程度上废除了《1763年皇家宣言》中旨在英国政府同化当地法裔加拿大人群体的条款。

## 背景
1763年，英国在七年战争中取得胜利，并与法国签署《1763年巴黎条约》，得到法国在北美洲的大部分殖民地。同年英国国王乔治三世颁布《1763年皇家宣言》，在原法国殖民地推行英国法律与习俗，并希望大批迁入的英国新教教徒能够同化当地的法裔加拿大人。然而实际上，《宣言》颁布后当地并未迎来大批英国居民，法裔仍占多数，这使得同化他们并不现实。同时，伴随着美国早期独立运动的兴起，英国方面希望稳定魁北克地区的局势，防止当地法裔加入独立运动。为此，当地首任州长James Murray和继任州长Guy Carleton领导实行了一系列法令变革。

## 内容

### 宗教
法令允许公职人员信奉天主教，采用新的宣誓效忠乔治三世，取代了此前对伊丽莎白一世及其子嗣的宣誓。新的誓言并不提及宣誓人的宗教信仰，保证了公职人员的宗教自由。

### 法律
法令保留了当地英国刑法的使用，但恢复了法国的民法。当地天主教教廷也因此得到合法征收什一税的权力。

### 边界
法令明确划分了魁北克省的界线，在《1763年皇家宣言》基础之上额外包括了今天的南安大略省、伊利诺伊州、印第安纳州、密歇根州、俄亥俄州、威斯康星州和明尼苏达州的部分土地。该法令使该省土地面积扩充了三倍。

### 土地制度
法令恢复了此前法国在此实行的庄园土地配给制度（Seigneurial System）。

## 影响
该法令被当时十三个美国殖民地强烈反对，并被归入五项“不可容忍法令”之一。包括约翰·亚当斯在内的殖民地人民认为这项法令威胁到了美国殖民地以及新教教徒的利益，并给予法裔加拿大人不公平的优待。也有人认为这项法令破坏了英国与其在美殖民地的关系，损伤了人们对英国国王的信任。该法令是引发日后美国独立战争的因素之一。
美国独立战争期间，美方军队曾两次尝试集结加拿大当地力量对抗英国，但由于缺乏当地支持、补给不足等原因均告失败。
自1774年以来，魁北克地区英裔移民逐渐增多。为了满足当地英裔居民和法裔居民的利益，英国国会颁布了《1791宪法法令》，将魁北克省分为两个部分，“上加拿大”地区推行英国法律，“下加拿大”地区则维持法国法律。
该法令对后来美国宪法第一修正案中的宗教自由原则有重要影响。